# Oscularia falciformis
Oscularia falciformis är en isörtsväxtart som först beskrevs av Adrian Hardy Haworth, och fick sitt nu gällande namn av H.E.K. Hartmann. Oscularia falciformis ingår i släktet Oscularia och familjen isörtsväxter. Inga underarter finns listade i Catalogue of Life.